# Space Puzzle Molding
Das Space Puzzle Molding (SPM) ist eine Technologie, welche für die Herstellung von Prototypen, Null- und Kleinserien für Spritzgussteile aus Kunststoff ausgelegt ist. Es ist eine unkonventionelle Weise der Werkzeugkonstruktion für den Kunststoffspritzguss. Durch den minimalistischen Werkzeugaufbau werden die Kosten für eine Form erheblich gesenkt und ermöglichen somit die Produktion von kleinsten Serien mit enorm hoher Komplexität der Formteile. Das Verfahren wurde von Konrad Hofmann in den 80er Jahren entwickelt.
Auf teure Kühlsysteme und -peripherien sowie komplizierte Schiebertechnik und Automatisierungen wie Auswerferpakete wird weitgehend verzichtet. Die Werkzeuge werden möglichst klein gehalten. Sie umfassen meist nur eine Kavität und sind somit nicht viel größer als das Formteil selbst.
Eine konventionelle Spritzgussform besteht gewöhnlich aus zwei Hälften, die jeweils aus dem Vollen gefräst werden. Beim SPM hingegen besteht die Aluminiumform aus vielen kleineren Einzelteilen, die wie ein Puzzle zusammengesetzt werden. Diese Einzelteile sind kostengünstig und flexibel zu fertigen. Die Entformung geschieht manuell, indem das Werkzeug per Hand zerlegt und das Formteil entnommen wird. 
Die wirtschaftliche Losgröße der mit SPM hergestellten Formteile beginnt ab einem Stück bis hin zu 2.000 Formteilen. Größere Losgrößen bis zu 3.000 Exemplaren sind je nach Werkstoff in Einzelfällen möglich. Die Beschränkung der Bauteilgröße liegt bei 400 × 600 × 800 Millimeter und einem maximalen Bauteilgewicht von 2.500 Gramm.